# Angular
 (septembre 2020).
Chronologie des versions
AngularJS
Angular (communément appelé « Angular 2+ » ou « Angular v2 et plus »), est un framework pour clients, open source, basé sur TypeScript et codirigé par l'équipe du projet « Angular » chez Google ainsi que par une communauté de particuliers et de sociétés. Angular est une réécriture complète d'AngularJS, cadriciel construit par la même équipe. Il permet la création d’applications Web et plus particulièrement d'applications Web monopages : des applications Web accessibles via une page Web unique qui permet de fluidifier l’expérience utilisateur et d’éviter les chargements de pages à chaque nouvelle action. Le framework est basé sur une architecture du type MVC et permet donc de séparer les données, le visuel et les actions pour une meilleure gestion des responsabilités. Un type d’architecture qui a largement fait ses preuves[réf. nécessaire] et qui permet une forte maintenabilité et une amélioration du travail collaboratif.

## Différences avec AngularJS

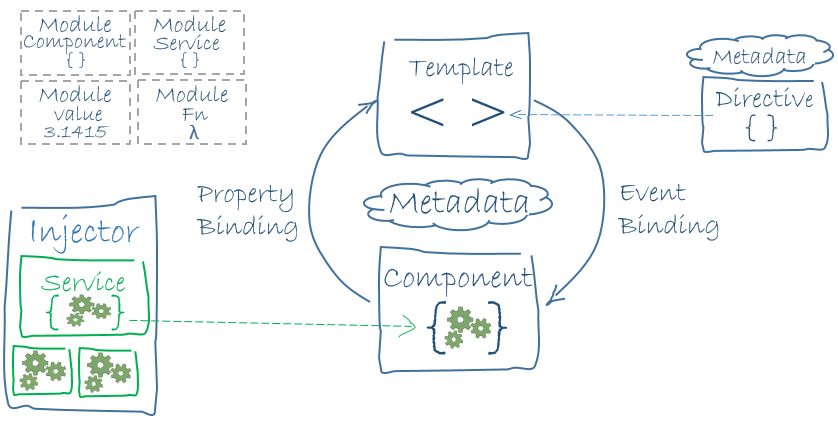
L'Architecture de l'Angulaire de l'application. Les principaux blocs de construction sont des modules, des composants, des modèles, des métadonnées, la liaison de données, des directives, des services et de l'injection de dépendance.

- Angular n'a pas de notion de « portée » (scope) ou de contrôleurs ; au lieu de cela, il utilise une hiérarchie de composants comme principale caractéristique architecturale[4]
- Angular a une syntaxe d'expression différente, en se concentrant sur les "[ ]" pour la liaison des propriétés, et les "( )" pour la liaison des évènements[5]
- Modularité – beaucoup de fonctionnalités de base ont été déplacées vers des modules
- Angular recommande l'utilisation du langage TypeScript, créé par Microsoft, qui présente les caractéristiques suivantes :
  - le principe de classes, à la base de la Programmation Orientée Objet
  - le typage statique
  - les génériques
- TypeScript est un sur-ensemble d'ECMAScript 6 (ES6) et est rétrocompatible avec ECMAScript 5 (c'est-à-dire JavaScript). Angular comprend également les principes d'ES6 suivants :
  - les fonctions anonymes
  - les itérateurs
  - les boucles for-of
  - les générateurs dans le style du langage Python
  - la réflexion
- Le chargement dynamique
- La compilation asynchrone des modèles
- Les rappels itératif fournis par RxJS. RxJS limite l'état de visibilité et de débogage mais ces problèmes peuvent être résolus avec add-ons réactifs comme ngReact ou ngrx.

## Historique

### Nom
À l'origine, la réécriture d'AngularJS avait été appelée « Angular 2 » par l'équipe mais cela avait conduit à des confusions entre les développeurs. Pour clarifier, l'équipe a annoncé que des termes différents allaient être utilisés pour chaque framework. « AngularJS », se référant aux versions 1.X, et « Angular » (sans le « JS »), en référence aux versions 2 et plus.

### Version 2.0.0
Angular 2.0 est annoncé à la conférence ng-europe 2014, qui s'est déroulée les 22 et 23 octobre de cette même année,. Les changements drastiques dans la version 2.0 ont créé beaucoup de controverses parmi les développeurs. Le 30 avril 2015, les développeurs d'Angular annoncent que la version 2 passe de la version alpha à la version d'essai pour les développeurs. Angular 2 passe en version bêta en décembre 2015 et la première version candidate à la production est publiée en mai 2016. La version finale est publiée le 14 septembre 2016.

### Version 4.0.0
Le 13 décembre 2016, Angular 4 a été annoncé ; le saut de la version 3 étant fait pour éviter une confusion en raison de l'absence d'alignement de la version du routeur qui avait déjà été distribuée en v3.3.0. La version finale a été publiée le 23 mars 2017. Angular 4 est compatible avec Angular 2.
Angular 4.3 est une version mineure, ce qui signifie qu'il ne contient pas de modifications importantes et que c'est un remplacement direct pour les versions 4.x.x.
Fonctionnalités de la version 4.3 :
- Introduction de HttpClient, bibliothèque plus petite, plus facile à utiliser et plus puissante pour faire des requêtes HTTP ;
- Nouveaux évènements du cycle de vie du routeur pour les Gardes et les Résolveurs. Quatre nouveaux évènements : GuardsCheckStart, GuardsCheckEnd, ResolveStart, ResolveEnd rejoignent l'ensemble des évènements de cycle de vie tels que NavigationStart ;
- Désactivation conditionnelle des animations.

### Version 5.0.0
Angular 5 est sorti le 1er novembre 2017. Des améliorations-clés dans Angular 5 incluent le soutien des applications web progressives, un optimiseur de production et des améliorations liées à Material Design.

### Version 6.0.0
Angular 6 est sorti le 4 mai 2018. C'est une version majeure permettant de moins mettre l'accent sur le cadre sous-jacent, de plus en plus sur la suite d'outils et de rendre plus facile le passage à Angular dans le futur, avec : 
- ng update,
- ng add,
- Angular Elements,
- Angular Material + CDK Components,
- Angular Material Starter Components,
- CLI Workspaces,
- Library Support,
- Tree Shakable Providers,
- Animations Performance Improvements,
- RxJS v6.

### Version 7.0.0
Angular 7 est sorti le 18 octobre 2018.

### Version 8.0.0
Angular 8 est sorti le 28 mai 2019.

### Version 9.0.0
Angular 9 est sorti le 6 février 2020.
- Mise en place du moteur de rendu Ivy.

### Version 10.0.0
Angular 10 est sorti le 24 juin 2020.

### Version 11.0.0
Angular 11 est sorti le 10 novembre 2020.

### Version 12.0.0
Angular 12 est sorti le 13 mai 2021.
- IE 11 est déprécié.

### Version 13.0.0
Angular 13 est sorti le 4 novembre 2021.
- Suppression du support d'IE 11.
- View Engine a été supprimé du mode de compilation au profit d'Ivy. Un avertissement est affiché pour les bibliothèques encore sous View Engine (Angular 12 et moins).

### Version 14.0.0
Angular 14 est sorti le 2 juin 2022.
- Amélioration du support des micro-frontends
- Mise en place des composants autonomes sans ngModule.
- La validation des formulaires est maintenant typable.

### Version 15.0.0
Angular 15 est sorti le 16 novembre 2022.

### Version 16.0.0
Angular 16 est sorti le 3 mai 2023.
Cette version introduit, en aperçu développeur :
- Une refonte du système de réactivité : Angular Signals[26].
- Un nouveau système de construction des exécutables (builder) basée sur esbuild et intégrant Vite[26].

Cette version fournit également :
- Un script de migration vers des composants autonomes (standalone)[26].
- Un paramètre booléen indiquant un Input comme étant requis[26].

### Version 17.0.0
Angular 17 a été publiée le 8 novembre 2023.
- Cette version introduit un mécanisme de flux de contrôle déclaratif.
- On notera par ailleurs que la construction des exécutables (build) a été améliorée : elle se déroule plus rapidement et apporte des gains de performance[27]
- De plus, la documentation a été revue.
- Mise en place d'une nouvelle syntaxe pour les templates. Par exemple :<ng-container *ngFor="let item of list">
  <div *ngIf="condition; else elseTemplate">
    A
  </div>
  <ng-template #elseTemplate>
    <div>
      B
    </div>
  </ng-template>
</ng-container>
est remplacé par :@for (item of list; track item) {
  @if (condition) {
    <div>A</div>
  } @else {
    <div>B</div>
  }
}

### Version 18.0.0
Angular 18 a été publiée le 22 mai 2024.

### Version 19.0.0
Angular 19 a été publiée le 19 novembre 2024.

### Version 20.0.0
Angular 20 a été publiée le 28 mai 2025.

### Politique d'évolution
Chaque version est prévue pour être compatible avec la version antérieure. Google a promis de faire des mises à jour deux fois par année.

### Politique de support
Toutes les versions majeures bénéficient d'une assistance pendant 18 mois. Il s'agit de 6 mois de support actif, au cours desquels des mises à jour et des correctifs sont publiés à intervalles réguliers. Elle est suivie de 12 mois de support à long terme (LTS), au cours desquels seuls les correctifs critiques et les correctifs de sécurité sont publiés.